# Stockton, Missouri
Stockton är administrativ huvudort i Cedar County i Missouri. Orten har fått sitt namn efter sjömilitären och politikern Robert F. Stockton. Det ursprungliga namnet var Lancaster och namnbytet till Fremont efter John C. Frémont skedde redan 1847. Invånarna blev missnöjda med upptäcktsresanden Frémont som kandiderade för republikanerna i presidentvalet 1856. Därför bytte man namn till Stockton i stället.